# Graye-et-Charnay
Graye-et-Charnay település Franciaországban, Jura megyében. Lakosainak száma 136 fő (2022. január 1.). Graye-et-Charnay Chevreaux, Gigny, Loisia és Véria községekkel határos.

## Népesség
A település népességének változása:
| Lakosok száma | 139  | 129  | 113  | 132  | 131  | 136  | 139  | 141  | 139  | 136  |
|               | 1968 | 1982 | 1990 | 2006 | 2013 | 2015 | 2017 | 2019 | 2020 | 2022 |